# Église Saint-Corneille-et-Saint-Cyprien de Laon
L'ancienne église Saint-Corneille-et-Saint-Cyprien de Laon, dans le département français de l'Aisne, date du XIIe siècle.

## Histoire
Elle se situe au 12 de la rue sainte-Geneviève et faisait partie du Palais royal de Laon, le roi demandait qu'elle fut desservie par un chapelain en 1152. Après la Révolution française, l'église fut achetée par le citoyen Guérin, homme de loi, pour 3925 Livres en 1793.
Il subsiste de l'église un mur de la nef du début du XIIe siècle qui a été inscrit à l'inventaire des Monuments historiques en 1927.